# Гардесті (Оклахома)
Гардесті (англ. Hardesty) — місто (англ. town) в США, в окрузі Техас штату Оклахома. Населення — 205 осіб (2020).

## Географія
Гардесті розташоване за координатами 36°36′53″ пн. ш. 101°11′37″ зх. д. / 36.61472° пн. ш. 101.19361° зх. д. (36.614736, -101.193641).  За даними Бюро перепису населення США в 2010 році місто мало площу 0,58 км², уся площа — суходіл.

## Демографія
Згідно з переписом 2010 року, у місті мешкало 212 осіб у 77 домогосподарствах у складі 58 родин. Густота населення становила 367 осіб/км².  Було 109 помешкань (189/км²).
Расовий склад населення:
| - 68,4 % — білих - 1,9 % — корінних американців - 1,4 % — чорних або афроамериканців - 1,4 % — азіатів - 25,0 % — осіб інших рас |

До двох чи більше рас належало 1,9 %. Частка іспаномовних становила 44,3 % від усіх жителів.
За віковим діапазоном населення розподілялося таким чином: 30,7 % — особи молодші 18 років, 55,6 % — особи у віці 18—64 років, 13,7 % — особи у віці 65 років та старші. Медіана віку мешканця становила 36,6 року. На 100 осіб жіночої статі у місті припадало 114,1 чоловіків;  на 100 жінок у віці від 18 років та старших — 98,6 чоловіків також старших 18 років.
Середній дохід на одне домашнє господарство  становив 50 858 доларів США (медіана — 52 941), а середній дохід на одну сім'ю — 50 712 долари (медіана — 39 583). Медіана доходів становила 37 500 доларів для чоловіків та 21 607 доларів для жінок. За межею бідності перебувало 20,1 % осіб, у тому числі 38,8 % дітей у віці до 18 років та 0,0 % осіб у віці 65 років та старших.
Цивільне працевлаштоване населення становило 135 осіб. Основні галузі зайнятості: виробництво — 25,9 %, освіта, охорона здоров'я та соціальна допомога — 19,3 %, сільське господарство, лісництво, риболовля — 15,6 %.